# Кёкутэнхо Масару
Кёкутэнхо Масару (яп. 旭天鵬 勝, известен как Кёкутэнхо (Небесный Феникс); род. 1974) — японский профессиональный борец сумо монгольского происхождения, в отставке. Имя при рождении — Нямжавын Цэвэгням, позже перешёл в японское подданство и стал именоваться Масару Ота. Известен тем, что, будучи рядовым борцом на закате карьеры, завоевал в мае 2012 года Императорский кубок в условиях сильнейшей конкуренции. Высший ранг за карьеру — сэкивакэ, он достигал его трижды, но никогда не удерживал. Типичный уровень — середина макуути.

## Краткое описание карьеры
С детства выделялся ростом и силой. Занимался баскетболом в младших классах старшей школы.  В феврале 1992 года переехал из Монголии в Японию и был завербован бывшим одзэки Асахикуни, который приезжал искать борцов для своей школы Осима-бэя. Бывшему одзэки юный монгол понравился не силой, а внешностью — он очень походил на великого Тайхо. В марте того же года вышел на первый ринг как один из первых монгольских борцов в истории борьбы сумо. Впоследствии, он женился на японке, принял японское подданство, сменил имя и унаследовал тренерскую лицензию и права на школу. После ухода на пенсию экс-одзэки Асахикуни Кёкутэнхо отказался прервать карьеру, в результате чего школа была временно расформирована, а борцы перешли в Томодзуна-бэя. Первый и единственный Императорский кубок был завоёван им, уже ветераном лиги, на следующем же турнире, на 21 году карьеры.
В отставке после июльского Нагоя басё 2015 года, по итогам которого Кёкутэнхо, потерпев 12 поражений, должен был покинуть макуути. Его карьера, таким образом, продолжалась более 23 лет. Некоторые борцы, с которыми Кёкутэнхо боролся в конце карьеры, в её начале ещё не родились (например, Тиёотори, родившийся в октябре 1992 года). Всего Кёкутэнхо провёл в макуути 1470 схваток, что является рекордным показателем.
Был обладателем тренерской лицензии Осима. В 2017 году стал обладателем лицензии Томодзуна и возглавил эту школу после того, как предыдущий её глава Кайки Нобухидэ достиг 65-летнего возраста.

## Результаты
| Год в сумо | Январь Хацу басё, Токио      | Март Хару басё, Осака                  | Май Нацу басё, Токио         | Июль Нагоя басё, Нагоя             | Сентябрь Аки басё, Токио                          | Ноябрь Кюсю басё, Фукуока   |
| --- | ---------------------------- | -------------------------------------- | ---------------------------- | ---------------------------------- | ------------------------------------------------- | --------------------------- |
| 1992 | x                            | (Маэдзумо)                             | Дзёнокути #47 востока 6–1    | Дзёнидан #98 запада 4–3            | Дзёнидан #72 востока Пропустил из-за травмы 0–0–7 | Дзёнидан #142 запада 5–2    |
| 1993 | Дзёнидан #86 запада 5–2      | Дзёнидан #44 запада 5–2                | Дзёнидан #8 запада 5–2       | Сандаммэ #71 востока 4–3           | Сандаммэ #51 востока 6–1                          | Сандаммэ #5 востока 3–4     |
| 1994 | Сандаммэ #19 запада 5–2      | Макусита #53 запада 4–3                | Макусита #44 востока 2–5     | Сандаммэ #9 востока 5–2            | Макусита #45 востока 6–1                          | Макусита #21 востока 4–3    |
| 1995 | Макусита #16 запада 3–4      | Макусита #24 востока 3–4               | Макусита #33 востока 4–3     | Макусита #27 востока 4–3           | Макусита #19 востока 4–3                          | Макусита #13 востока 4–3    |
| 1996 | Макусита #9 запада 7–0–P     | Дзюрё #13 востока 9–6                  | Дзюрё #7 запада 6–9          | Дзюрё #12 востока 8–7              | Дзюрё #8 запада 5–10                              | Макусита #1 востока 4–3     |
| 1997 | Дзюрё #11 запада 7–8         | Дзюрё #12 запада 8–7                   | Дзюрё #9 востока 9–6         | Дзюрё #4 востока 8–7               | Дзюрё #2 востока 8–7                              | Дзюрё #1 запада 9–6         |
| 1998 | Маэгасира #15 запада 9–6     | Маэгасира #12 востока 6–9              | Дзюрё #1 востока 8–7         | Маэгасира #15 запада 4–11          | Дзюрё #5 востока 8–7                              | Дзюрё #2 запада 6–9         |
| 1999 | Дзюрё #6 востока 9–6         | Дзюрё #1 востока 8–7                   | Маэгасира #14 востока 9–6    | Маэгасира #10 запада 7–8           | Маэгасира #12 востока 8–7                         | Маэгасира #8 востока 6–9    |
| 2000 | Маэгасира #13 востока 11–4 Д | Маэгасира #2 запада 4–11               | Маэгасира #6 востока 7–8     | Маэгасира #7 запада 9–6            | Маэгасира #3 востока 4–11                         | Маэгасира #6 запада 7–8     |
| 2001 | Маэгасира #8 востока 10–5    | Маэгасира #1 востока 3–12              | Маэгасира #7 запада 6–9      | Маэгасира #11 востока 8–7          | Маэгасира #8 востока 9–6                          | Маэгасира #5 запада 8–7     |
| 2002 | Комусуби востока 6–9         | Маэгасира #2 востока 6–9               | Маэгасира #4 запада 6–9      | Маэгасира #8 востока 8–7           | Маэгасира #3 востока 8–7 ★                        | Комусуби востока 7–8        |
| 2003 | Маэгасира #2 востока 8–7     | Маэгасира #1 востока 9–6 Д★            | Комусуби запада 10–5 Д       | Сэкивакэ запада 6–9                | Маэгасира #2 востока 10–5 Д                       | Сэкивакэ запада 4–11        |
| 2004 | Маэгасира #3 запада 8–7      | Маэгасира #2 запада 10–5               | Сэкивакэ востока 6–9         | Маэгасира #1 востока 8–7           | Комусуби востока 5–10                             | Маэгасира #3 запада 5–10    |
| 2005 | Маэгасира #6 востока 10–5    | Маэгасира #1 востока 6–9               | Маэгасира #3 запада 6–9      | Маэгасира #5 запада 8–7            | Маэгасира #3 запада 10–5                          | Комусуби востока 8–7        |
| 2006 | Комусуби востока 4–11        | Маэгасира #5 востока 11–4              | Комусуби востока 5–10        | Маэгасира #2 запада 6–9            | Маэгасира #4 запада 6–9                           | Маэгасира #6 востока 8–7    |
| 2007 | Маэгасира #3 востока 8–7     | Маэгасира #2 востока 4–11              | Дисквалиф.                   | Дзюрё #3 запада 12–3–P             | Маэгасира #12 запада 12–3 Д                       | Маэгасира #4 запада 4–11    |
| 2008 | Маэгасира #10 запада 10–5    | Маэгасира #4 запада 8–7                | Маэгасира #2 востока 4–11    | Маэгасира #9 востока 10–5          | Маэгасира #3 востока 6–9                          | Маэгасира #6 запада 10–5    |
| 2009 | Маэгасира #1 запада 9–6      | Комусуби запада 6–9                    | Маэгасира #2 запада 8–7      | Комусуби востока 6–9               | Маэгасира #2 запада 5–10                          | Маэгасира #6 запада 8–7     |
| 2010 | Маэгасира #5 запада 8–7      | Маэгасира #2 востока 3–12              | Маэгасира #7 запада 9–6      | Маэгасира #3 востока 7–8           | Маэгасира #3 запада 4–11                          | Маэгасира #9 востока 9–6    |
| 2011 | Маэгасира #6 востока 7–8     | Маэгасира #8 востока Отмена басё 0–0–0 | Маэгасира #8 востока 8–7     | Маэгасира #2 востока 2–13          | Маэгасира #10 запада 11–4                         | Маэгасира #2 запада 4–11    |
| 2012 | Маэгасира #6 запада 9–6      | Маэгасира #3 востока 5–10              | Маэгасира #7 запада 12–3–P Д | Маэгасира #1 востока 2–13          | Маэгасира #11 востока 10–5                        | Маэгасира #6 востока 10–5   |
| 2013 | Маэгасира #2 запада 4–11     | Маэгасира #8 запада 7–8                | Маэгасира #9 востока 9–6     | Маэгасира #4 востока 6–9           | Маэгасира #6 запада 8–7                           | Маэгасира #2 востока 5–10   |
| 2014 | Маэгасира #5 запада 6–9      | Маэгасира #8 запада 9–6                | Маэгасира #3 запада 3–12     | Маэгасира #12 востока 6–9          | Маэгасира #14 востока 8–7                         | Маэгасира #11 запада 10–5 Д |
| 2015 | Маэгасира #7 востока 5–10    | Маэгасира #11 запада 6–9               | Маэгасира #14 запада 8–7     | Маэгасира #11 запада Отставка 3–12 | x                                                 | x                           |
| Результат приведен как победил-проиграл-снялся Победа Малый кубок Отставка Не выступал в макуути Специальные призы: Д=За боевой дух (Канто-сё); В=За выдающееся выступление (Сюкун-сё); Т=За техническое совершество (Гино-сё) Ещё показаны: ★=Кимбоси; P=Участие в дополнительном финале Лиги: Макуути — Дзюрё — Макусита — Сандаммэ — Дзёнидан — Дзёнокути Ранги макуути: Ёкодзуна — Одзэки — Сэкивакэ — Комусуби — Маэгасира |                              |                                        |                              |                                    |                                                   |                             |